# Krioablacja

Animowany GIF pokazujący krioablacje tkanki w prawym płacie wątroby, z wykorzystaniem dwóch końcówek. Czas trwania zabiegu to około 30 minut.

Krioablacja - ( ang. - cryoablation) – nieinwazyjny zabieg chirurgiczny, który polega na wprowadzeniu do serca pacjenta specjalnej elektrody w postaci cewnika. Końcówka cewnika jest precyzyjnie sterowana, a jej ruchy są śledzone przez lekarza na monitorze. Końcówka cewnika wybiórczo zamraża i niszczy niewielkie ogniska komórek odpowiedzialnych za dane schorzenie przy czym nie narusza sąsiadujących zdrowych tkanek. Sposób osiągnięcia niskiej temperatury jest podobny jak w osiąganiu jej w sprzęcie chłodniczym używanym w domu. Przez cewnik przepływa pod ciśnieniem mieszanina gazów, która ulega rozprężeniu w końcu cewnika wywołując temperaturę rzędu -70 °C. Zabieg ten jest uznawany za bezpieczniejszy w przeciwieństwie do nieodwracalnej w skutkach termoablacji. Przy użyciu krioablacji lekarz, zanim definitywnie zmrozi wybraną tkankę może ją schłodzić aby wpierw uzyskać stan hibernacji w celu sprawdzenia czy przynosi to pożądany skutek. Po kilku sekundach zahibernowana tkanka ulega bez szkody rozmrożeniu.
Krioablacja w Polsce została przeprowadzona po raz pierwszy w Klinice Kardiochirurgii i Chorób Wewnętrznych Szpitala Uniwersyteckiego w Bydgoszczy u pacjenta cierpiącego na ciężką arytmię serca.

## Rak kości
Kriochirurgia została zbadana jako alternatywa dla ablacji radiofrekwencyjnej w leczeniu umiarkowanego do ciężkiego bólu u osób z przerzutowym nowotworem kości. Obszar zniszczenia tkanki, który powstaje w wyniku tej techniki, może być skuteczniej monitorowany za pomocą tomografii komputerowej niż ablacja radiofrekwencyjna, co może stanowić potencjalną przewagę podczas leczenia guzów sąsiadujących z istotnymi strukturami.

## Nerka
Kriochirurgia ma podobne wyniki jak ablacja radiofrekwencyjna w leczeniu raka nerki.